# Siemens (jednotka)
Siemens je jednotkou elektrické vodivosti, značí se velkým písmenem S. V soustavě SI patří mezi odvozené jednotky, rozměr v základních jednotkách je: S = m−2·kg−1·s3·A2. Siemens je převrácenou hodnotou ohmu (jednotky odporu), S = 1/Ω, proto se někdy označuje jménem mho, což je anagram slova ohm, a bývá v takovém případě někdy značen pomocí obráceného řeckého písmena Ω jako „℧“. Ačkoliv je dnes většinou preferováno značení podle SI, je obrácená omega podporována i ve standardu Unicode jako znak U+2127.
Předmět má vodivost jeden siemens, pokud po přiložení jednoho voltu napětí jím protéká proud jeden ampér.
Jednotka byla pojmenována podle německého vynálezce Wernera von Siemense.